# Antifate (Iliade)
Antifate (in greco antico: Ἀντιφάτης) è un personaggio della mitologia greca, menzionato nell'Iliade di Omero.
Antifate era un guerriero troiano che combatté per la difesa della sua città assediata dagli Achei. Fu ucciso dal lapita Leonteo.